# Mercurialis monoica
Mercurialis monoica là một loài thực vật có hoa trong họ Đại kích. Loài này được (Moris) R. Durand & B. Durand mô tả khoa học đầu tiên năm 1992.